# 칼키 코이클린
칼키 케클랭(힌디어: कल्की केकलां, 영어: Kalki Koechlin, 1984년 1월 10일 ~ )은 인도의 배우이다.